# Český lev 2001
Český lev 2001 je 9. ročník výročních cen České filmové a televizní akademie Český lev.
| Cena                                     | Jméno                             | Film                |
| ---------------------------------------- | --------------------------------- | ------------------- |
| Nejlepší film                            | —                                 | Otesánek            |
| Nejlepší režie                           | Jan Svěrák                        | Tmavomodrý svět     |
| Nejlepší hlavní ženský herecký výkon     | Stella Zázvorková                 | Babí léto           |
| Nejlepší vedlejší ženský herecký výkon   | Zuzana Kronerová                  | Divoké včely        |
| Nejlepší hlavní mužský herecký výkon     | Vlastimil Brodský                 | Babí léto           |
| Nejlepší vedlejší mužský herecký výkon   | Stanislav Zindulka                | Babí léto           |
| Nejlepší scénář                          | Jiří Hubač                        | Babí léto           |
| Nejlepší kamera                          | Vladimír Smutný                   | Tmavomodrý svět     |
| Nejlepší hudba                           | Ondřej Soukup                     | Tmavomodrý svět     |
| Nejlepší střih                           | Alois Fišárek                     | Tmavomodrý svět     |
| Nejlepší zvuk                            | Otto Chlpek, Radim Hladík ml.     | Rebelové            |
| Nejlepší výtvarné řešení                 | Jan Švankmajer, Eva Švankmajerová | Otesánek            |
| Dlouholetý umělecký přínos českému filmu | Otakar Vávra                      | —                   |
| Nejlepší zahraniční film                 | —                                 | Amélie z Montmartru |
| Divácky nejúspěšnější český film         | —                                 | Tmavomodrý svět     |
| Plyšový lev                              | —                                 | Jak ukrást Dagmaru  |
| Cena čtenářů časopisu Cinema             | —                                 | Tmavomodrý svět     |
| Cena filmových kritiků                   | —                                 | Tmavomodrý svět     |
| Cena za nejlepší filmový plakát          | Eva Švankmajerová                 | Otesánek            |
| Nejlepší kostýmy                         | Kateřina Mirová                   | Rebelové            |